# Manifestations de 2020-2021 en Biélorussie
Les manifestations de 2020-2021 en Biélorussie, surnommées la révolution des pantoufles, et la révolution anti-cafard, sont une série de manifestations de rue contre le président biélorusse Alexandre Loukachenko. Les manifestations, qui s'intègrent dans le mouvement démocratique biélorusse, se déroulent avant et pendant l'élection présidentielle biélorusse de 2020, au cours de laquelle Loukachenko est candidat à un sixième mandat. Sa victoire avec un score de 80 % face à la candidate de l'opposition Svetlana Tikhanovskaïa apparaît entachée de fraudes massives et provoque la colère d'une partie de la population biélorusse.

## Contexte

L'ancien drapeau de la Biélorussie (utilisé en 1918 et de 1991 à 1995) est un symbole du mouvement démocratique.

Loukachenko est généralement qualifié par les médias occidentaux de « dernier dictateur » d'Europe et est au pouvoir depuis 26 ans,. Sous son régime autoritaire, le gouvernement a fréquemment réprimé l'opposition, notamment durant la révolution avortée de 2005, les manifestations de 2010 et les manifestations de 2017. Loukachenko fait face à une opposition grandissante en raison de sa gestion de la pandémie de coronavirus, qu'il a nié être une menace sérieuse alors que les personnes âgées qui étaient ses principaux soutiens étaient les plus exposées au virus. Sur les cinq élections remportées par Loukachenko, seule la première a été jugée vraisemblablement libre et juste par les observateurs internationaux.
Selon le chercheur David Teurtrie, du Centre de recherche Europe-Eurasie de l’Inalco, « il y a encore quelques années, Loukachenko disposait d’une réelle base populaire. La crise économique a fragilisé ses soutiens. Mais la majorité des élites qui composent le régime sont issues des forces de sécurité. Elles n’apparaissent guère sensibles ni à l’impact économique, ni à l’image que peut renvoyer le pays. Il n’y a pas non plus d’oligarques qui jouent sur les divisions. La Biélorussie demeure un pays extrêmement fermé à l’influence occidentale ».

## Avant l'élection

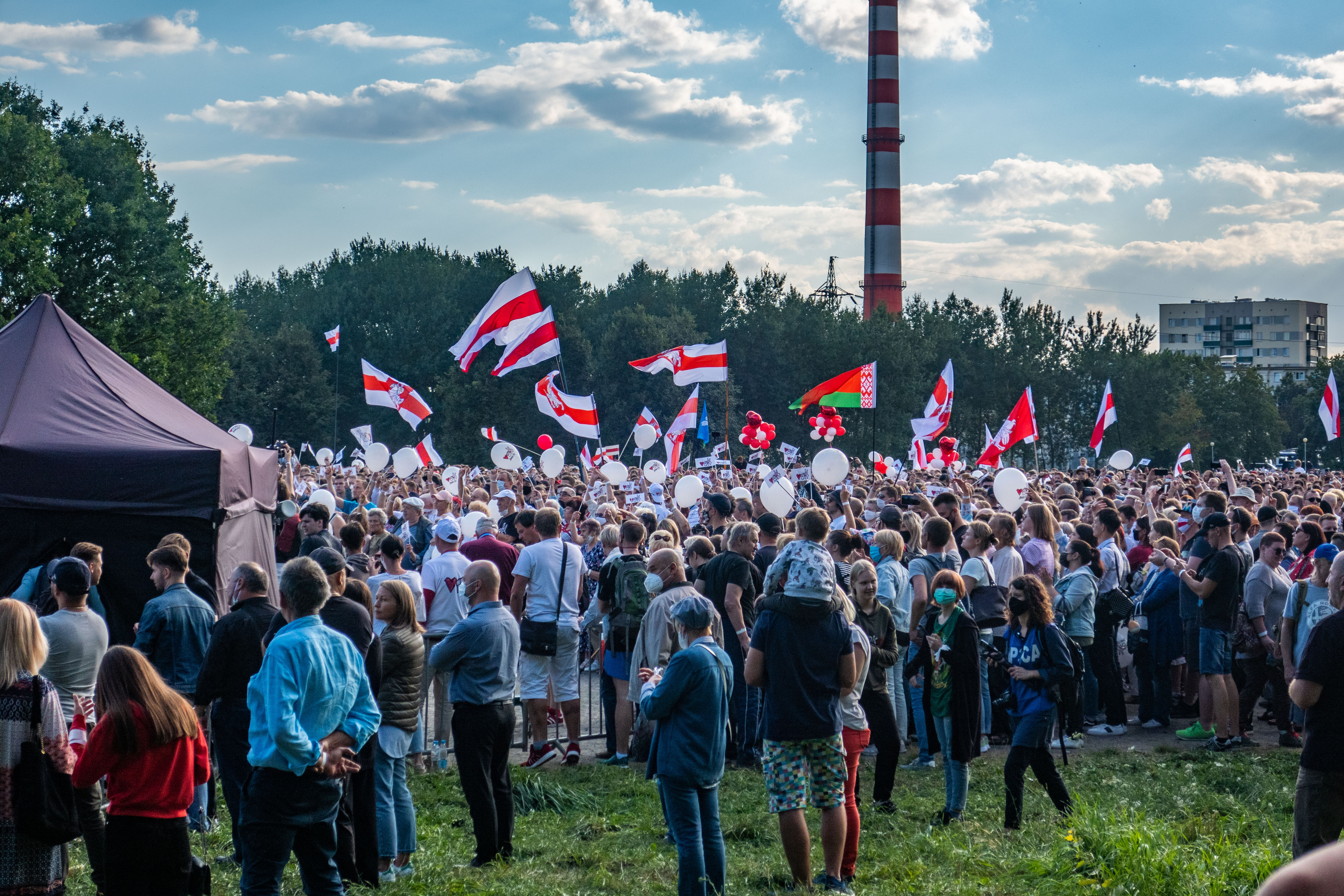
Rassemblement de soutien à Tikhanovskaïa à Minsk (30 juillet 2020).

L'homme d'affaires et blogueur Sergueï Tikhanovski, qui a qualifié Loukachenko de « cafard », comme dans le poème pour enfants Le puissant cafard (avec la pantoufle écrasant symboliquement le cafard) est arrêté fin mai 2020 par les autorités biélorusses, qui l'accusent d'être un agent étranger. En juin 2020, des manifestations de rue contre Loukachenko ont lieu. Un certain nombre de candidats de l'opposition se sont portés candidats à l'élection à la suite du mouvement, mais beaucoup d'entre eux sont arrêtés. Le 19 juin, Loukachenko annonce qu'il a « déjoué une tentative de coup d'État », et annonce l'arrestation de son principal rival, Viktar Babaryka. Ce dernier déclare que les accusations de pot-de-vin et de corruption ont été falsifiées et que l'arrestation était motivée politiquement pour l'empêcher de gagner les élections. L'épouse de Tikhanovski, Svetlana Tikhanovskaïa, s'inscrit comme candidate après l'arrestation de Babaryka. Des militants de l'opposition, des journalistes et des blogueurs sont également arrêtés dans le cadre de la répression. Le groupe de défense des droits humains Viasna a estimé qu'entre début mai et début août, environ 1 300 personnes ont été arrêtées pour avoir manifesté.
Loukachenko affirme que les manifestations de l'opposition font partie d'un complot étranger potentiellement orchestré, selon lui, par des Américains, l'OTAN, des Russes ou des Ukrainiens. Il annonce également l'arrestation de 33 personnes, présentées comme des mercenaires présumés du groupe Wagner, une société militaire privée russe. Les mercenaires russes avaient en réalité été piégés par les services de renseignement ukrainiens (GUR) qui cherchaient à enlever des membres de la société de sécurité privée Wagner, suspectée d'avoir prêté main-forte aux rebelles dans la guerre du Donbass. Le GUR, qui les avait attiré en Biélorussie prétendument pour leur proposer un contrat via une fausse entreprise de sécurité privée, voulait leur faire prendre un avion de la liaison entre Minsk et Ankara et détourner celui-ci lorsqu'il entrerait dans l'espace aérien ukrainien. Leur découverte par les services de renseignement biélorusses a cependant fait échouer l'opération et déclencher une crise diplomatique entre la Biélorussie et la Russie, laquelle ignorait leur présence en Biélorussie.
Les médias spéculent sur le devenir des manifestations, qui pourrait durer et dégénérer, voire évoluer vers une révolution à part entière, semblable à la façon dont les manifestations d'Euromaïdan se sont transformées en une révolution en Ukraine en 2014. Le German Marshall Fund, un think tank américain, note que les manifestations sont plus répandues et sont plus brutalement réprimées que les manifestations précédentes en Biélorussie.
L'organisation pour la sécurité et la coopération en Europe (OSCE) indique ne pas suivre l'élection 2020, n'ayant pas été invitée à le faire. C'est la première fois depuis 2001 que le Bureau des institutions démocratiques et des droits de l'homme (BIDDH) de l'OSCE ne surveille pas les élections en Biélorussie. L'OSCE n'a reconnu aucune élection en Biélorussie comme étant libre et équitable depuis 1995 et les précédentes missions d'observation des élections de l'OSCE dans le pays ont été entravées par le gouvernement.
Le 23 juillet, Loukachenko affirme que la BBC et Radio Free Europe ont encouragé les émeutes et menace d'expulser ces médias et de leur interdire de rendre compte de l'élection. Le 6 août, environ 5 000 manifestants descendent dans les rues de Minsk en agitant des rubans blancs, appelant à des élections libres et régulières. Au cours de la première semaine d'août, des dizaines de milliers de Biélorusses manifestent contre Loukachenko dans les villes du pays dont 60 000 dans la capitale Minsk, ce qui en fait la plus grande manifestation de rue de la Biélorussie post-soviétique.

## Après l'élection

### Août 2020

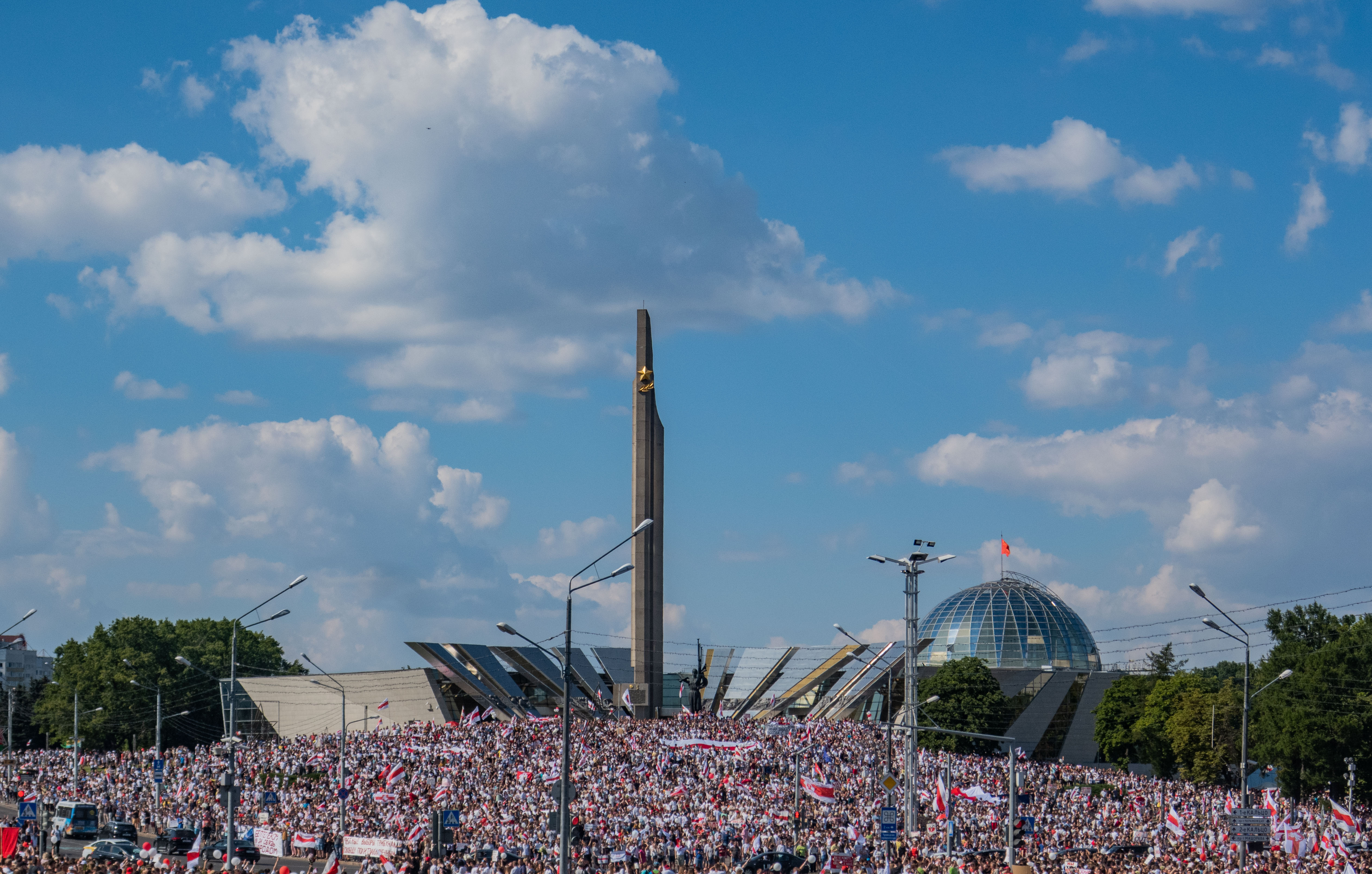
Minsk, 16 août 2020.

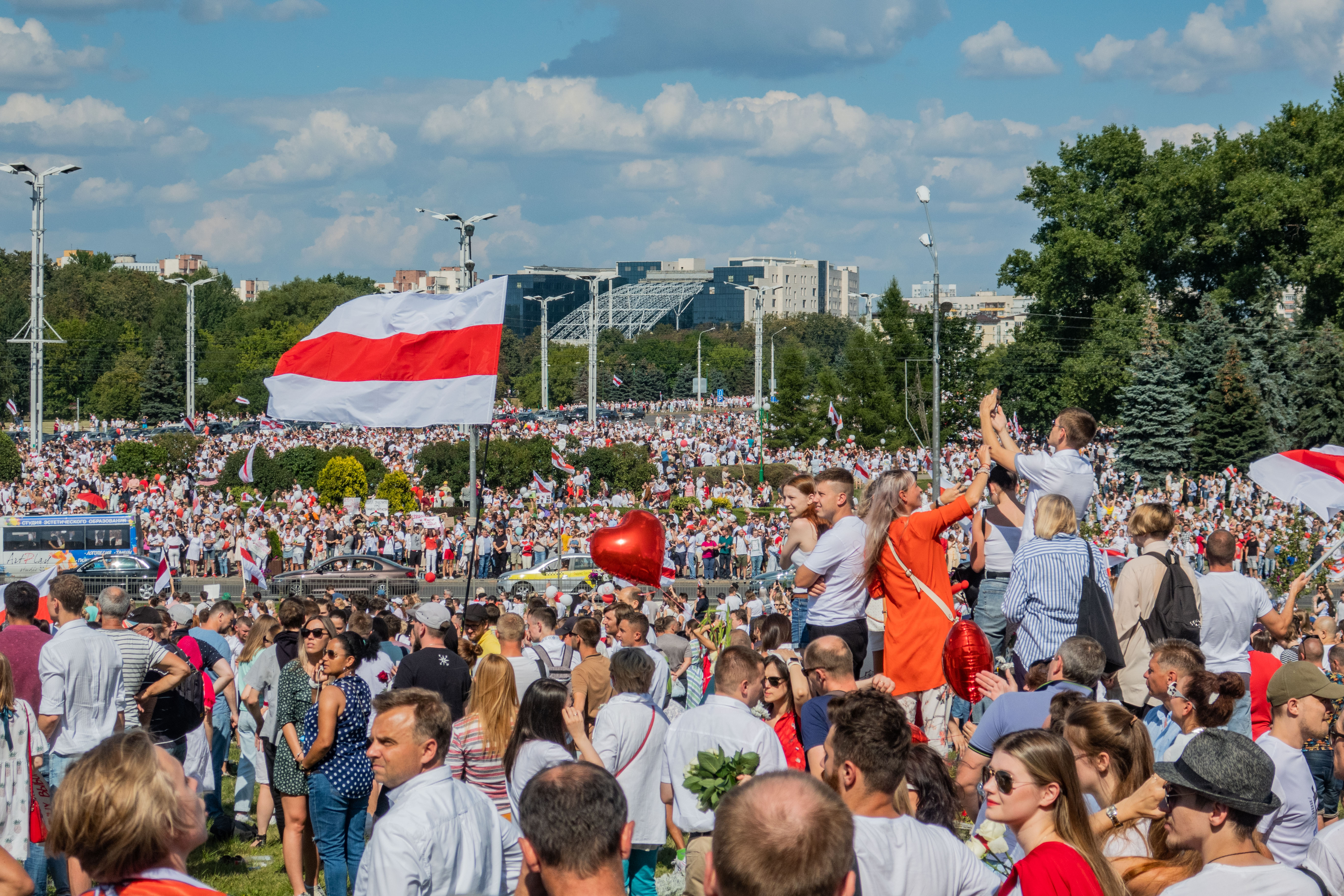
Minsk, 16 août 2020.

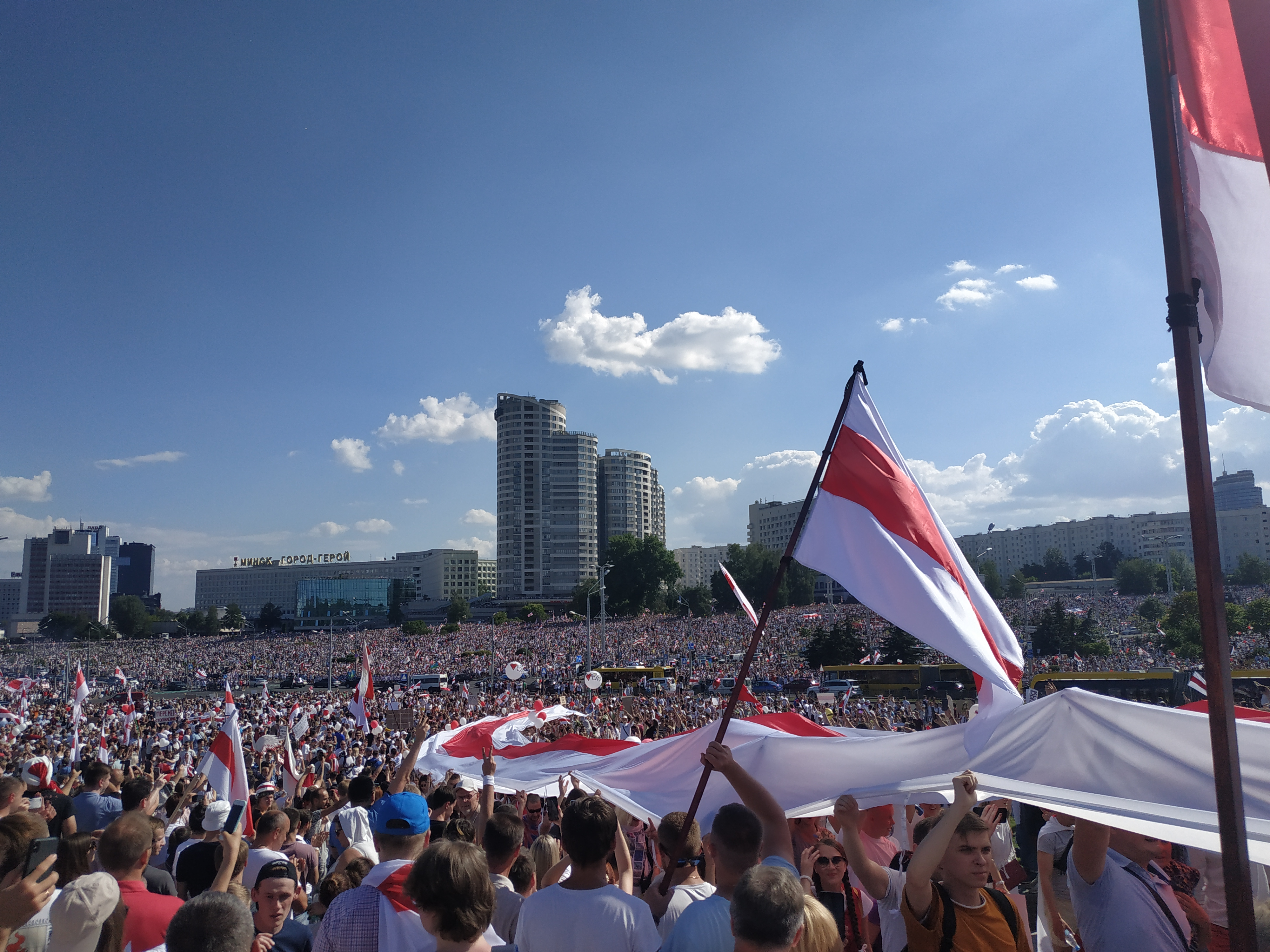
Minsk, 16 août 2020.

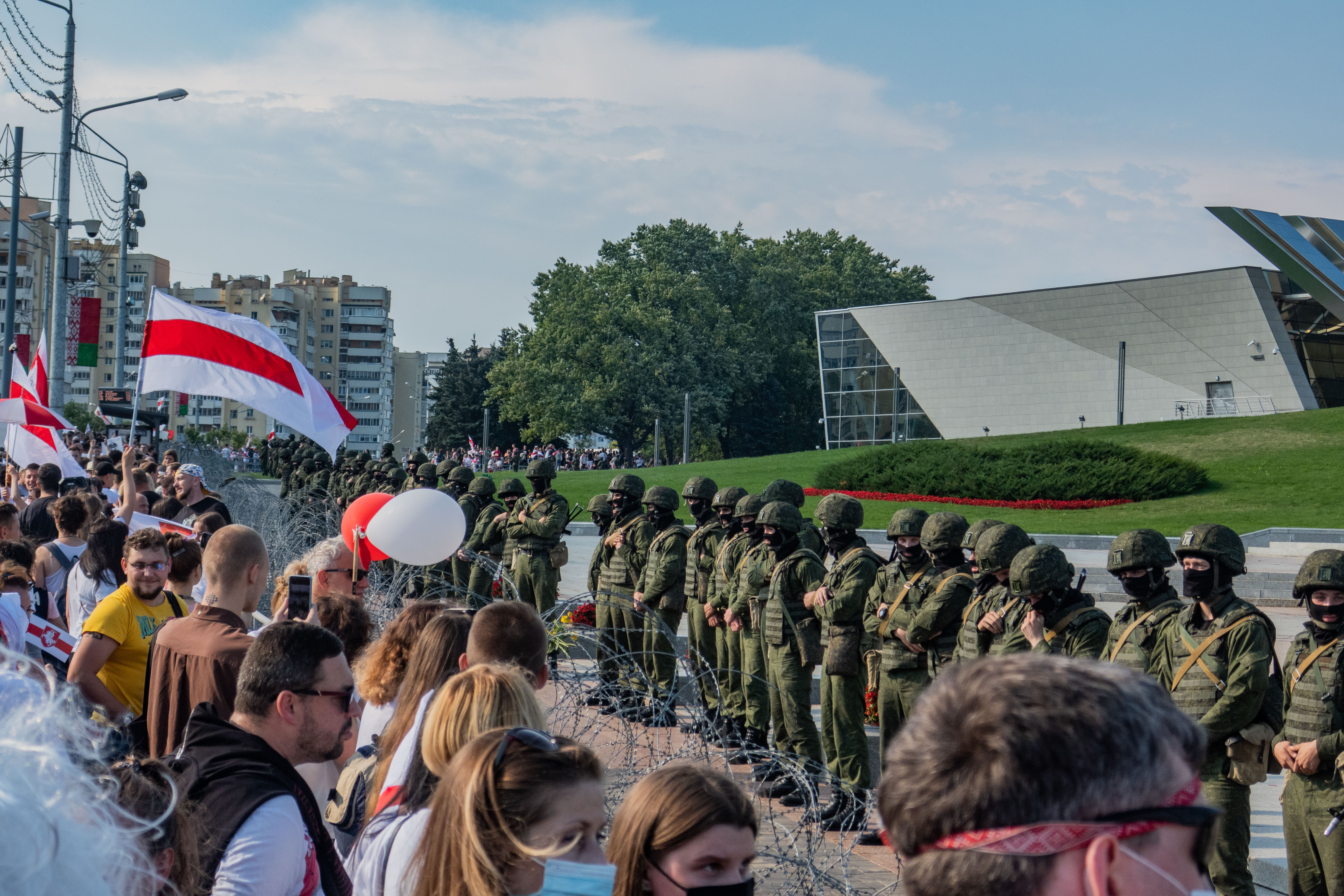
Minsk, 30 août 2020.

À la clôture du scrutin, de nombreux fournisseurs de services Internet sont mis hors service, tandis que la police et l'armée verrouillent la majeure partie de Minsk. La télévision d'État révèle les résultats d'un sondage sortie des urnes montrant une victoire écrasante de Loukachenko et des affrontements entre manifestants et policiers anti-émeute éclatent à Minsk. Des grenades assourdissantes et des balles en caoutchouc sont utilisées faisant des blessés parmi les manifestants. La principale candidate de l'opposition, Svetlana Tikhanovskaïa, déclare lors d'une conférence de presse qu'elle ne fait pas confiance au sondage sortie des urnes : « Je crois mes yeux et je vois que la majorité est avec nous ».
La deuxième nuit après l'annonce des résultats (victoire de Loukachenko avec un score de 80 %), les manifestants barricadent la zone autour du marché de Riga. Les forces du régime réagissent en tirant des gaz lacrymogènes sur les manifestants et en utilisant des grenades assourdissantes. Un manifestant décède après une explosion. Selon le ministère de l'Intérieur biélorusse, il s’apprêtait à lancer un engin explosif qui a détoné entre ses mains. Une vidéo le montre les mains vides et abattu par les policiers.
Les affrontements se poursuivent dans la nuit du 11 au 12 août 2020 dans des quartiers plus périphériques de la ville (Kamennaïa gorka, Serebrianka et Ouroutchie). Les forces de l'ordre s'attaquent également aux représentants de la presse, cassant leur matériel et confisquant les cartes mémoire. La quatrième journée de manifestation se déroule plus calmement, sans arrestations de masse, et est marquée par des marches de femmes avançant bras dessus, bras dessous en signe de protestation pacifique. Alors que des soldats font de discrets signes de soutien aux protestataires, des policiers jettent leurs uniformes tandis que des fonctionnaires démissionnent.
Le vendredi 14 août, des centaines de protestataires sont libérés après avoir été détenus. Ils affirment avoir été torturés (privation d'eau, de nourriture et de sommeil, tortures à l'électricité et brûlures de cigarettes). Ils étaient détenus par dizaines dans des cellules prévues pour 4 ou 6 personnes. Un contestataire témoigne à l'AFP : « On m'a frappé très fort sur la tête (...), mon dos est couvert de bleus après des coups de matraque ». Le jour même, des paramilitaires russes du groupe Wagner, sont libérés et expulsés vers la Russie.
L'Union européenne tente de pousser le pouvoir biélorusse à accepter un plan élaboré par la Pologne, la Lettonie et la Lituanie, qui prévoit la fin de la répression, la libération des manifestants arrêtés, la mise en place d'un Conseil national composé de membres du gouvernement et de l'opposition, ainsi que de nouvelles élections. Alors que les manifestations se poursuivent, Loukachenko rejette la médiation et l'UE décide de mettre en place des sanctions.
Le 15 août, des ouvriers manifestent contre le pouvoir. Des chercheurs, des intellectuels, des journalistes, et des hommes d'affaires, ainsi que l'ancien ministre de la Culture, Pavel Latouchka, ont également rejoint la contestation. L'ambassadeur de Biélorussie en Slovaquie, se dit « choqué » par les témoignages de torture et de passage à tabac et fait défection. Tandis que le ministère de l'Intérieur présente ses excuses aux manifestants, le directeur d'une usine annonce la défaite du président sortant.
Le dimanche 16 août, à l'appel de Svetlana Tikhanovskaïa, se déroulent d'importantes manifestations d'opposition dans tout le pays, notamment 100 000 (selon l'AFP) ou 200 000 personnes dans les rues de Minsk (d'après les estimations de Reuters),, faisant suite à un meeting de Loukachenko devant quelques milliers de partisans acheminés par bus. Loukachenko cherche par ailleurs à obtenir le soutien de Vladimir Poutine pour conserver son autorité. Plus de 2 000 manifestants interpellés par la police sont libérés le 16 août.
Le 17 août, alors que les grèves se multiplient dans le pays, Loukachenko s'adresse aux ouvriers de usine des tracteurs à roue de Minsk (MKZT) qui l’accueillent aux cris de « démission ». Après avoir défié les manifestants en leur préconisant de continuer à « crier », il affirme qu'il n'y aura pas de nouvelles élections tant qu'il n'aura pas été « tué », puis propose de transmettre le pouvoir après l'adoption d'une nouvelle Constitution. Le même jour, l'OSCE fait une proposition de médiation.
La chaine publique Belarus 1 se met en grève le 18 août et cesse de transmettre. Plusieurs milliers de manifestants se rassemblent devant la prison où est détenu Sergueï Tikhanovski pour fêter son anniversaire.
Environ 1 000 policiers démissionnent sur les 40 000 que compte le pays. Par ailleurs, les journalistes grévistes sont licenciés et remplacés par des Russes.
De nouvelles manifestations ont lieu les 22 et 23 août, à Minsk et dans une cinquantaine d'autres villes. La marche du 23 août à Minsk a mobilisé 100 000 personnes selon des médias liés à l'opposition,. Ensuite, des assauts du régime sont lancés contre les usines en grève. Le lendemain, les opposants Sergueï Dilevski et Olga Kovalkova, tous deux membres du Conseil de coordination, sont arrêtés à l'entrée de l'usine de tracteurs de Minsk pour avoir organisé une grève illégale.
Le mouvement de protestation connaît un certain essoufflement à partir de la deuxième semaine en raison de la répression et des divisions de l'opposition. La candidate à la présidentielle Svetlana Tikhanovskaïa « est devenue une véritable égérie médiatique. Cette position commence à créer des tensions et à diviser le mouvement quand elle se présente comme une possible présidente de transition », souligne un autre responsable de l'opposition.

### Septembre 2020
Depuis la rentrée scolaire du 1er septembre, les étudiants se mettent en grève pour dénoncer le pouvoir en place. Cette grève perdure pendant plusieurs mois dans certains établissements du pays. Plusieurs dizaines d'étudiants sont arrêtés.

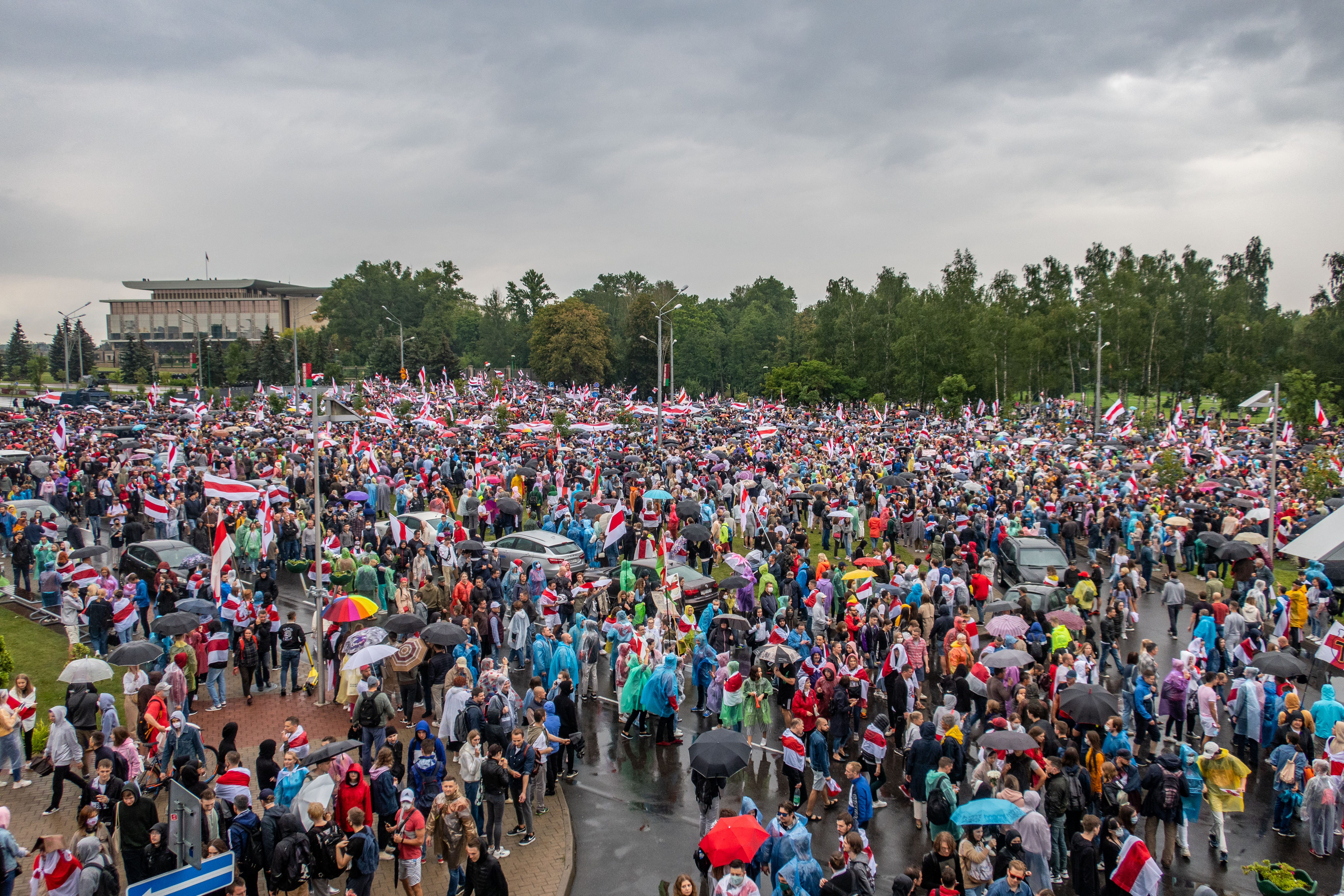
Minsk, 6 septembre 2020.

Le 6 septembre, une nouvelle manifestation rassemble de plus de 100 000 personnes, ce qui en fait la plus grande manifestation depuis le début du mouvement. Par ailleurs, la police procède à 633 arrestations, dont 363 qui sont restés en détention le lendemain, un record depuis le début du mouvement.
Le lendemain, Maria Kolesnikova, opposante biélorusse célèbre dans le pays et membre du conseil de coordination, est enlevée par des individus masqués. Elle est conduite à la frontière ukrainienne. Maria déchire volontairement son passeport pour les empêcher de l'amener de l'autre côté de la frontière. Son avocate remarque une tension élevée, des contusions sur le corps et des bras douloureux, du fait qu'elle se soit débattue pendant l'enlèvement, et demande un examen médico-judiciaire. Elle déclare avoir été « brutalisée psychologiquement » et « menacée de mort ». Son avocate, par la suite, a déposé plainte le 10 septembre contre les membres du KGB et de la Direction de la lutte contre le crime organisé. D'autres opposants, Ivan Kravtsov et Anton Rodnenkov, auraient été enlevés le même jour et auraient également été contraints de sortir du pays par la frontière ukrainienne. C'est la sixième personne (sur sept) du conseil de coordination à avoir été neutralisée par le pouvoir.
Le 12 septembre, la police procède à des dizaines d'arrestations lors d'une marche de femmes ayant rassemblé environ 10 000 personnes,.

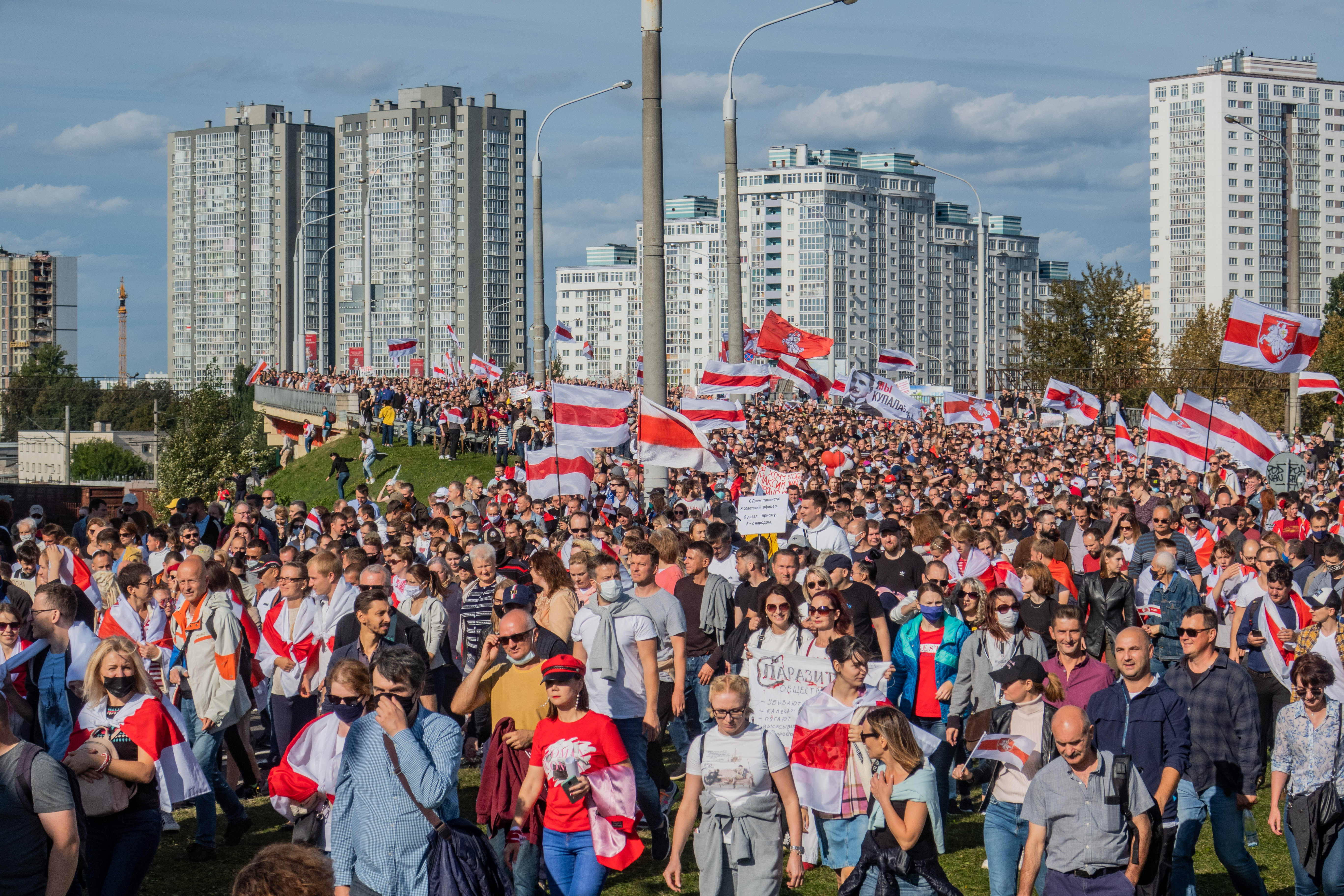
Minsk, 13 septembre 2020.

Le 13 septembre, des dizaines de milliers de personnes se rassemblent. La police procède à 400 arrestations.
Le 17 septembre, la Biélorussie se dit contrainte de fermer les frontières polono-biélorusse et lituano-biélorusse et renforce la sécurité à la frontière ukraino-biélorusse. Le porte-parole du gouvernement polonais déclare que la Pologne n'avait reçu aucune confirmation de cette décision. Le vice-ministre polonais des Affaires étrangères considère cela comme « un nouvel élément d’une campagne de propagande, un jeu psychologique qui vise à créer un sentiment de menace extérieure ».
Le 19 septembre, la police procède à des centaines d'arrestations lors d'une manifestation de femmes ayant rassemblé environ 2 000 personnes. Le 20 septembre, la marche dominicale rassemble des dizaines de milliers de personnes. La police procède à plus de 160 arrestations, dont Nina Baguinskaïa, l'une des militantes les plus connues du mouvement.
Le 23 septembre, Loukachenko prête serment pour un sixième mandat lors d'une cérémonie tenue secrète.
Le 26 septembre, plus de 95 personnes sont arrêtés, en majorité des femmes, par des policiers anti-émeutes cagoulés et déployés dans les rues de Minsk, mais aussi à Brest. Des journalistes, qui couvraient les rassemblements, et des musiciens, qui interprétaient une chanson de l'URSS (devenue un hymne du mouvement) ont également été arrêtés.
Le 27 septembre, la police a arrêté quelque 200 personnes lors d'une manifestation ayant rassemblé environ 100 000 personnes. La police a utilisé du gaz lacrymogène (à Gomel) ainsi que des grenades assourdissantes (à Moguilev). Le Palais de la République, mais aussi plusieurs places et centre commerciaux ainsi que des stations de métro ont été bouclées par des barrières et par la police anti-émeute.
Le 30 septembre, alors qu’elle s’apprêtait à prendre l’avion pour Athènes afin de préparer son retour à la compétition, la basketteuse internationale biélorusse Alena Lewtchanka fut arrêtée à l’aéroport international de Minsk avant de subir 15 jours de détention pour sa participation aux manifestations,.

### Octobre 2020
Le 4 octobre, une nouvelle manifestation, dédiée aux prisonniers politiques, rassemble plus de 100 000 personnes. Les manifestants ont alors défilé jusqu'à la prison d'Okrestina, où sont détenus certains manifestants arrêtés, dont 77 prisonniers politiques. Lors de cette manifestation, le fonctionnement des transports en commun était fortement réduit, et des canons à eau ont été utilisés contre les manifestants. Les protestataires s'opposent alors de plus en plus au Kremlin, qui protège Alexandre Loukachenko. « Sans Poutine, la révolution aurait abouti beaucoup plus vite. Evidemment qu’il y a une ingérence. Poutine a trop peur que le mouvement se répande dans son pays. », estiment des manifestants.

Le 11 octobre, au moins 10 000 personnes manifestent au début d'une marche qui est réprimée par les autorités : 39 personnes ont été détenues, notamment des journalistes et des représentants de médias russes.

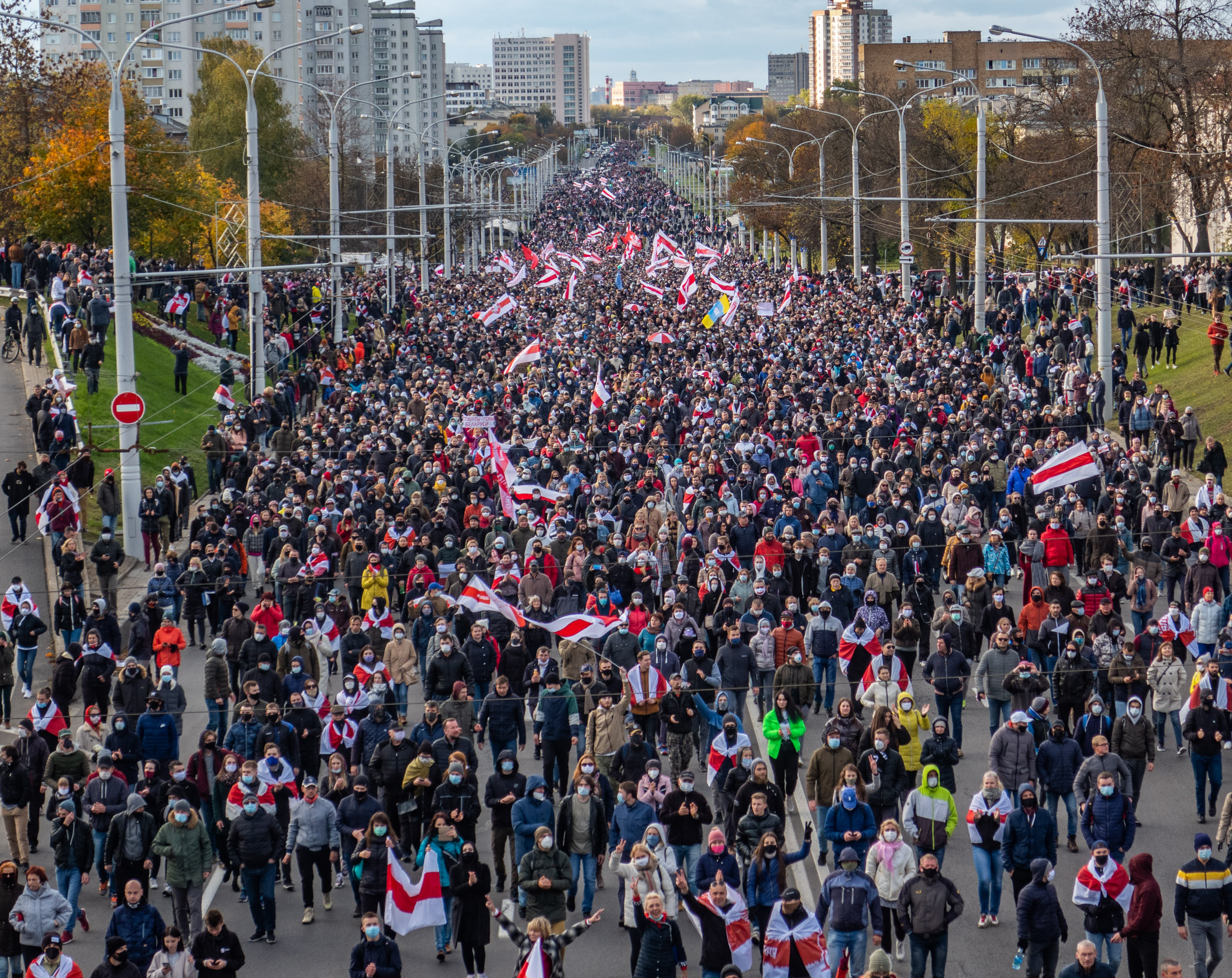
Minsk, 13 octobre 2020.

Le 13 octobre, l'opposante démocratique Svetlana Tikhanovskaïa lance un ultimatum aux forces de l'ordre et au gouvernement. Elle donne 13 jours pour arrêter les violences policières, libérer les prisonniers politiques et faire démissionner Loukachenko. Sinon, à partir du 25 octobre, tout le pays manifestera pacifiquement et le 26 octobre, une grève nationale sera lancée et les routes seront bloquées,.
Le 18 octobre, des dizaines de milliers de personnes manifestent. Plus de 200 personnes sont arrêtées. La police a menacé de tirer à balles réelles sur les manifestants, même si toutefois elle ne l'a pas fait. Les manifestants estiment que « s'ils commencent à tirer, alors il y aura encore plus de gens dans les rues », et que « le niveau des violences perpétrées par les autorités est sans précédent ». La police avait déjà tiré à balles réelles début août à Brest, lors des premiers jours de manifestation. Un manifestant avait alors été tué des suites de ses blessures.

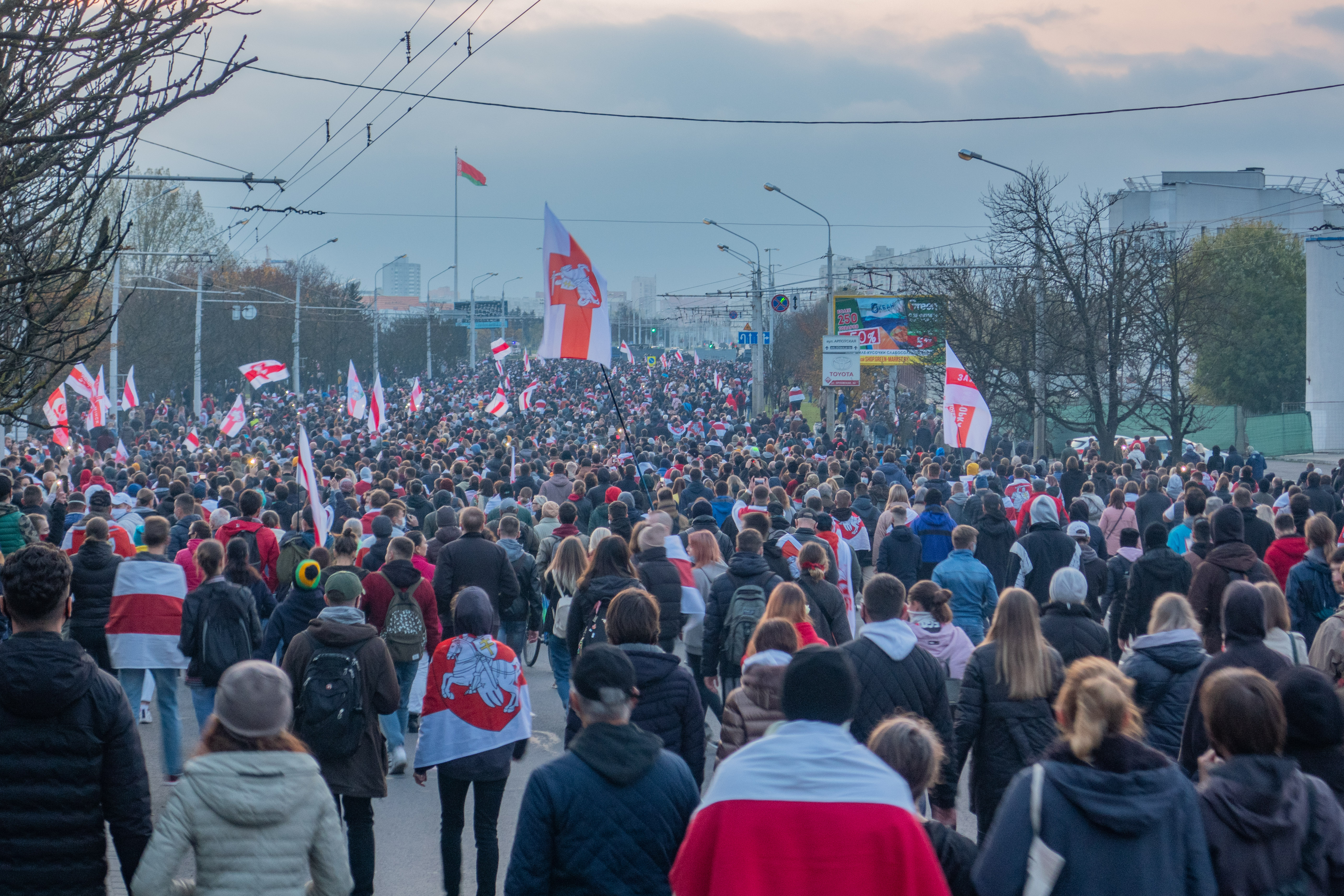
Minsk, 25 octobre 2020.

Le 25 octobre, plus de 100 000 personnes manifestent pour l'ultimatum lancé par Svetlana Tikhanovskaïa. Étant donné que les conditions données n'ont pas été remplies à temps, Tikhanovskaïa appelle à la grève générale à partir du 26 octobre. La police procède à près de 160 arrestations le 25 octobre au soir.
Lors de la grève générale, la police procède à 581 arrestations. Des vidéos montrant des manifestants se faire arrêter, avec violence, dans leur appartement circulent. Les policiers les menacent d'utiliser du gaz s'ils ne coopèrent pas. Des grenades assourdissantes, des balles en caoutchouc et du gaz lacrymogène ont été utilisés contre les manifestants, scandant alors « Grève ! Grève ! Grève ! ». Malgré la mobilisation limitée de cette grève, la cheffe de l'opposition se dit satisfaite,.
Le 31 octobre, Vladimir Astapenka, l'ambassadeur biélorusse en Argentine annonce qu'il fait défection en faveur de l'opposition.
Fin octobre 2020 est fondée l'Administration nationale anti-crise en vue d'organiser une transition démocratique pacifique en Biélorussie et de faire juger les responsables de ce terrorisme d'État. Pavel Latouchka en assure la présidence,.

### Novembre 2020
Le 1er novembre, lors du treizième dimanche, qui a rassemblé entre 20 000 et 30 000 manifestants pour la « marche de la terreur », la police procède à 200 interpellations. La police a attaqué les manifestants dans le but de disperser les manifestants,.
Le 8 novembre, lors de la manifestation hebdomadaire, Svetlana Tikhanovskaïa déclare vouloir rencontrer Biden en soulignant que Biden avait « plusieurs fois pris des positions fermes en soutien au peuple biélorusse ». Loukachenko, quant à lui, qualifie l'élection présidentielle américaine de « parodie de démocratie ». La cheffe de l'opposition déclare également le même jour qu'elle ne compte pas arrêter les manifestations tant que sa victoire n'aura pas été prononcée.
Un militant de l'opposition meurt à l'hôpital des suites de blessures graves de passage à tabac de la police, le 13 novembre. Quelques heures après l'annonce, les manifestants sont sortis dehors pour exprimer leurs émotions, en scandant « Les héros ne meurent pas ». La manifestation du 20 novembre est annulée pour ses funérailles, qui se déroulent le même jour, et rassemblant plus de 5 000 personnes. Svetlana Tikhanovskaïa déclare : « Mon cœur est brisé. Je veux adresser à la mère de Raman Bandarenka, qui a été tué par les bandits de Loukachenko : votre fils est devenu une victime innocente d'un système terrible. Mais pour nous, il sera à jamais le héros. Nous continuerons de lutter pour votre fils et la liberté en Biélorussie. ».
Les opposants changent de stratégie de manifestation et manifestent désormais en petits groupes de quelques milliers de personnes, qu'ils appellent la « Marche des voisins », répartis dans toute la ville, afin de désorienter les forces de l'ordre biélorusses. Les opposants appliquent cette stratégie dès le 29 novembre, où la police procède à plus de 250 arrestations.

### Décembre 2020
L'opposition continue d'appliquer la stratégie des petits rassemblements le 6 décembre, formant de longues colonnes dans les quartiers de Minsk ou dans les quartiers d'autres villes. Une opposante avocate témoigne à l'AFP : « Je ne comprends pas comment il serait possible d’arrêter (de manifester) alors que les gens ont souffert et continuent de souffrir. Nous ne pouvons pas fermer les yeux ». En tout, la police procède à plus de 300 arrestations lors de cette journée du 6 décembre à Minsk. Svetlana Tikhanovskaïa déclare sur le média Nexta (via la chaîne Telegram) : « Chaque marche est un rappel que les Biélorusses ne se rendront pas. Nous ne permettrons pas qu’on nous prive de nos droits et qu’on ferme les yeux sur les crimes »,. Lors de ce rassemblement, des canons à eau ont été aperçus dans les rues de Minsk ainsi que des hommes casqués prenant, par violence, des civils.
Lors de chaque journée de rassemblement (tous les dimanches), le gouvernement perturbe, voire bloque l'accès à Internet dans une grande partie du pays, et bloque l'accès aux places principales, aux stations de métro du centre de Minsk et aux bâtiments gouvernementaux.
Le 10 décembre, la Biélorussie interdit les sorties du pays par voie terrestre, officiellement pour lutter contre la pandémie de Covid-19, mais l'opposition dénonce cette mesure comme un « rideau de fer » servant à « cacher les crimes » : seulement les sorties ont été interdites et non pas les entrées.
Malgré les basses températures dans le pays, les manifestations continuent le 13 décembre, en formant plus de 120 marches dans les différents quartiers de Minsk. La police procède à plus de 130 arrestations.
Svetlana Tikhanovskaïa reçoit le prix Sakharov le mercredi 16 décembre lors d'une cérémonie au Parlement européen. Elle a déclaré, en recevant le prix, « Nous sommes destinés à gagner et nous allons gagner »,.
Le 20 décembre, lors de la 134e journée de protestation, des milliers de personnes sont descendues dans les rues, toujours en petits groupes dans les quartiers des villes biélorusses. Plus de 30 personnes sont arrêtées par les forces de l'ordre. Svetlana Tikhanovskaïa déclare que « le monde entier voit le mouvement de protestation en Biélorussie, et [...] tout le monde nous soutient. Chaque nouvelle marche empêche le régime de mentir (en disant que) que les protestations sont finies ».
Une marche des ballons est organisée le 27 décembre. De nombreux ballons blancs et rouges sont lancés à travers Minsk. Les manifestants scandaient « Vive la Biélorussie ! ». Plusieurs manifestants sont arrêtés,.
Le 29 décembre, Svetlana Tikhanovskaïa déclare que les manifestations ne sont pas terminées, qu'elles avaient pris de nouvelles formes : rassemblements de quartiers (appelés « Marche des voisins »), des flash mobs, des spectacles… Elle estime que les manifestations centralisées reprendront au printemps prochain.

### Janvier 2021
Le 3 janvier, des manifestants se rassemblent à travers Minsk, malgré le fait que l'opposition n'a pas lancé d'appel à manifester. Aucune arrestation n'est signalée mais le groupe de défense des droits humains Viasna indique qu'au moins 10 personnes sont placées en détention lors de la manifestation.
Alexandre Loukachenko annonce, le 10 janvier, un projet de réforme visant l'adoption d'une nouvelle constitution. Un référendum devra être organisé pour déterminer s'il doit y avoir une nouvelle constitution, mais la date ne sera annoncée que lors d'une réunion de l'Assemblée nationale les 11 et 12 février. « Je pense que le projet de nouvelle constitution sera prêt d'ici la fin de l'année. Et ensuite, les gens détermineront lors d'un référendum s'il doit y avoir une nouvelle constitution ou non » déclare-t-il. Le président biélorusse avait déclaré en novembre dernier qu'il démissionnerait de son poste une fois la nouvelle constitution adoptée. Svetlana Tikhanovskaïa rejette le projet de réforme : « Une seule nouvelle constitution peut être adoptée en Biélorussie : la constitution du peuple. Les gens vont en discuter et l'écrire. Et l’homme qui est tombé dans la terreur contre les Biélorusses n’a rien à voir avec la loi principale du pays ». Le bureau de Tikhanovskaïa présentera sous peu un projet de constitution qui sera ouvert à la discussion.
Le même jour, la marche hebdomadaire a lieu dans les quartiers de Minsk, mais aussi à Brest, Hrodna, Mahiliow. Le ministère de l'Intérieur indique que 40 personnes ont été arrêtées les 7 et 10 janvier pour « participation à des actions non autorisées ».
Le 14 janvier, Svetlana Tikhanosvkaïa appelle à manifester pour la « Journée de la solidarité » le 7 février. La cheffe de l'opposition appelle les manifestants à marcher dans les rues de leur ville, à partager des images et articles sur les réseaux sociaux (cybermilitantisme), à écrire des lettres aux prisonniers politiques et à donner de l'argent aux associations soutenant le mouvement. Elle annonce également qu'une conférence de solidarité, suivie notamment par Pavel Latouchka, se tiendra le 6 février pour la diaspora biélorusse.
Le 17 janvier, plus de 30 marches sont organisées à travers le pays avec notamment des flash mobs à Minsk. Des arrestations sont signalées, mais le nombre n'a pas été communiqué.
Le 23 janvier, lors de la marche en solidarité avec les prisonniers politiques du pays, 126 personnes sont arrêtées, dont plusieurs journalistes et bénévoles d'associations. Les manifestants soutiennent également les prisonniers politiques, notamment en leur envoyant des lettres.

### Février 2021
Lors de l'ouverture d'un nouveau procès contre deux journalistes arrêtées, le 19 février, l'Union Européenne réagit en qualifiant les intimidations et les arrestations de journalistes d'inacceptable. L'Union Européenne a également prolongé les sanctions contre Loukachenko le 25 février
Le 20 février, lors d'une interview à Genève, en Suisse, Tsikhanovskaïa affirme :

« Je dois bien l'admettre, nous avons perdu la rue, nous n'avons pas de moyen de combattre la violence du régime contre les manifestants - ils ont les armes, ils ont la force, donc oui, pour le moment il semble que nous ayons perdu. Le retour à la démocratie va prendre plus de temps que prévu. »

Pour la cheffe de l'opposition, les manifestations, devenant alors de moins en moins importantes, doivent reprendre la forme d'occupations de rues et de places publique dès le printemps.
Le 20 février, Antonio Sottile, le consul honoraire de Biélorussie en Italie annonce qu'il démissionne pour protester contre la répression du peuple biélorusse.

### Mars 2021
Le 8 mars, le diffuseur biélorusse BTRC publie la chanson officielle du pays au Concours Eurovision de la chanson 2021, mais les paroles de cette chanson promouvaient le régime biélorusse, enfreignant les règles du concours. La chanson a alors éveillé de nombreuses critiques négatives de la part de la communauté démocratique.

### Mai 2021
Le 23 mai 2021, Roman Protassevitch est arrêté après le détournement du vol Ryanair 4978 vers l'aéroport international de Minsk.
Au lendemain de l'arrestation de Roman Protassevitch, les 27 membres de l'Union Européenne interdisent l’espace aérien de la Biélorussie ainsi que la possibilité à la compagnie Belavia d'aterrir dans les aéroports.
Le 27 mai 2021, Emmanuel Macron se déclare favorable à ce que l'opposition biélorusse soit invitée au G7, prévu du 11 au 13 juin au Royaume-Uni et l’Union européenne de cyclisme a décidé d'annuler jeudi ses championnats d’Europe sur piste prévus du 23 au 27 juin à Minsk.
Le 31 mai 2021, l'OTAN décide de restreindre l'accès de son siège aux diplomates biélorusses à son quartier général afin de protester contre « une violation des règles internationales et une attaque contre la liberté d'expression ».

## Morts
La première victime des manifestations est Alexandre Taraïkovski, 34 ans, mort le 10 août à 23 h près de la station de métro Pouchkinskaïa. Selon le ministère de l'Intérieur, le manifestant a tenté de lancer un engin explosif sur les soldats du gouvernement et celui-ci a explosé dans ses bras. Cependant, une vidéo publiée le 15 août le montre les mains vides et se faire tirer dessus par les policiers.
Le 12 août à Homiel, Alexandre Vikhor, 25 ans, probablement atteint d'une maladie cardiaque, meurt après avoir été retenu pendant plusieurs heures dans une camionnette des forces de sécurité, alors que les températures sont élevées,.
Le 19 août, Guennadi Choutov, 43 ans, touché d'une balle dans la tête lors des manifestations du 11 août, décède à l'hôpital militaire de Minsk, des suites de ses blessures.
Le 13 novembre, Raman Bandarenka, 31 ans, est arrêté et battu à mort pour avoir essayé de protéger des rubans rouges et blancs (couleurs de l'ancien drapeau Biélorusse, utilisé comme symbole démocratique).
Le gouvernement a présenté ses excuses concernant les dérives de la police. Une commission d’enquête a été constituée, mais celle-ci, au fonctionnement opaque, donne peu de résultats.

## Revendications des manifestants
Les manifestants s'opposent au régime en place mais ne semblent pas remettre en cause les liens de leur pays avec la Russie. Cette dernière bénéficie d'une image positive auprès de la population biélorusse. Les médias russes ont pour leur part généralement adopté un point de vue favorable aux manifestations contre le gouvernement biélorusse.
Les femmes sont très présentes dans les manifestations. Elles revendiquent la libération de leurs fils et de leurs maris en étant vêtues de blanc avec des fleurs à la main. Le mouvement se caractérise par sa diversité générationnelle, géographique (citadin et rural) et sociale (des ouvriers et des membres de l'élite y participent). L’opposition la plus militante est jeune et urbaine, souvent liée au secteur des nouvelles technologies.
La contestation est surtout imposante à Minsk, la capitale du pays, où vivent deux millions de personnes. À l’échelle du pays cependant, d'après l'historien Bruno Drewski, « Loukachenko reste celui qui a la majorité, pas forcément par enthousiasme mais par souci de défendre les acquis sociaux et la propriété publique. »

## Réactions internationales

Réactions internationales à la suite de la réélection d'Alexandre Loukachenko :
Biélorussie
Pays ayant félicité Loukachenko
Pays ayant exprimé des réserves ou des critiques concernant l'élection

De nombreux pays ne reconnaissent pas la réélection d'Alexandre Loukachenko et soutiennent les manifestants. Certains pays ont également pris des mesures contre la Biélorussie.

### Réactions au sein de l'Union européenne
Dès le 11 août, Josep Borrell, le Haut représentant de l'Union pour les affaires étrangères et la politique de sécurité déclare que « les élections n'ont été ni libres ni régulières » et que « les autorités étatiques ont fait usage d'une violence disproportionnée et inacceptable ». Charles Michel organise le 19 août une vidéoconférence des membres du Conseil européen, à l'issue de laquelle il déclare « qu'étant donné que l'élection en Biélorussie n'a été ni libre ni régulière et qu'elle n'a pas respecté les normes internationales, l'UE ne reconnaît pas les résultats communiqués par les autorités biélorusses » et que « toutes les personnes détenues illégalement doivent être libérées immédiatement »,.
Ursula von der Leyen, la présidente de la Commission européenne, annonce avoir mobilisé deux millions d'euros pour le soutien aux « victimes de la répression et de la violence étatique » et un million d'euros pour financer « les médias indépendants de la société civile »,.
Le président français Emmanuel Macron apporte son soutien aux manifestants dans un tweet : « L'Union européenne doit continuer de se mobiliser aux côtés des centaines de milliers de Biélorusses qui manifestent pacifiquement pour le respect de leurs droits, de leur liberté et de leur souveraineté ». Le 27 septembre, il se rend en Lituanie pour rencontrer Svetlana Tikhanovskaïa, où il déclare : « Ce qui se passe en Biélorussie, c’est une crise de pouvoir, un pouvoir autoritaire qui n’arrive pas à accepter la logique de la démocratie et qui s’accroche par la force. Il est clair que Loukachenko doit partir. Il se trouve que j’ai parlé à Vladimir Poutine [...] Je lui ai dit que la Russie a un rôle à jouer, et ce rôle peut être positif s’il pousse Loukachenko à respecter la vérité des urnes et à libérer les prisonniers politiques. C’était il y a quinze jours, nous n’y sommes pas. »
Les gouvernements de Lituanie, d'Estonie et de Lettonie déclarent le 31 août persona non grata le président bélarusse et une trentaine de hauts fonctionnaires.
Au lendemain de la prestation de serment de Loukachenko, Josep Borrell publie un nouveau communiqué dans lequel il réaffirme que l'UE ne reconnaît pas les résultats falsifiés de l'élection présidentielle et ajoute : « c'est pourquoi la soi-disant « prestation de serment » du 23 septembre 2020 et le nouveau mandat dont se réclame Alexandre Loukachenko n'ont aucune légitimité démocratique ».
Réunis en Conseil européen extraordinaire les 1er et 2 octobre, les dirigeants européens décident de sanctions contre une quarantaine de dirigeants biélorusses, identifiés comme responsables de la violente répression des manifestations ou de la falsification de l’élection présidentielle du 9 août,.
Les ministres des Affaires étrangères de la France, de l'Allemagne et de la Pologne, réunis à Paris le 15 octobre 2020, dans le cadre de la coopération du Triangle de Weimar, réaffirment la vocation de l'UE « à agir et à promouvoir la paix, la sécurité, la démocratie et les droits de l'Homme, ainsi qu'à protéger les valeurs qui la fondent ». Ils condamnent la répression policière et politique exercée par les autorités biélorusses et les « arrestations arbitraires » et ils apportent leur soutien à la médiation de l'OSCE.

### Autres réactions
Dans un tweet, le candidat démocrate à la présidence des États-Unis Joe Biden déclare : « Les courageux citoyens du Bélarus montrent que leurs voix ne seront pas réduites au silence par la terreur ou la torture. Les États-Unis devraient soutenir l'appel de Svetlana Tikhanovskaïa à des élections justes. Il faut dire à la Russie de ne pas intervenir - il ne s'agit pas de géopolitique mais du droit de choisir ses dirigeants ».
Le 2 octobre, les États-Unis annoncent des sanctions économiques contre huit hauts responsables biélorusses, dont le ministre de l’intérieur, pour leur rôle dans la répression du mouvement de contestation dans l’ex-république soviétique.
Le Haut-Commissariat des Nations unies aux droits de l'homme déclare avoir reçu des informations faisant état de plus de 450 cas documentés de torture et de mauvais traitements depuis le jour de l'élection présidentielle. Au moins six personnes sont toujours portées disparues.
En Russie, le leader du parti d'extrême droite LDPR, Vladimir Jirinovski, s'est félicité de « l’agonie du régime de Loukachenko ». Parmi les proches du Kremlin, le sénateur Oleg Melnitchenko, coordinateur de la mission d'observation envoyée à Minsk par les pays de la CEI, a reconnu la réélection du président biélorusse. Au contraire, l'influent député Konstantin Zatouline a sévèrement dénoncé le gouvernement de Loukachenko. Des oligarques russes participent au financement de l’opposition avec l'idée de favoriser de futures privatisations dans l'industrie biélorusse.
Le 12 décembre, la Suisse a gelé les avoirs de Loukachenko en raison de la répression massive des manifestations. Le gouvernement suisse se dit préoccupé par la situation et demande un dialogue entre le pouvoir et les civils ainsi qu'une libération des détenus arrêtés arbitrairement, et une enquête sur les soupçons de torture infligés par les forces de l'ordre biélorusses. Le conseil fédéral suisse a annoncé qu'« Alexandre Loukachenko et son fils Viktor font partie d’un groupe de 15 personnes visées par une interdiction d’entrée ou de transit sur le territoire suisse ».

## Conséquences
Le mouvement a créé un débat quant au réel nom à attribuer au pays depuis les manifestations. Si en France, le nom Biélorussie est utilisé, certains soutiens français des manifestations anti-Loukachenko demandent que le nom de Bélarus soit instauré. En effet, le terme Biélorussie est un calque du russe signifiant « Russie blanche » renvoyant à la vision impérialiste russe des trois Russies (la grande Russie dominant la petite Russie — l'Ukraine — et la Russie blanche). L'utilisation de Bélarus permettrait donc de revendiquer, dans la langue française, le mouvement d'émancipation du pays bien qu'il s'agisse exactement du même fond étymologique. D'ailleurs de nombreuses langues à commencer par le russe ou le biélorusse utilisent le terme de Bélarus.

### Référendum constitutionnel de 2022
En réponse aux manifestations, le président biélorusse organise un référendum constitutionnel, prévu pour le 27 février 2022.